# Dipsadoboa weileri
Dipsadoboa weileri är en ormart som beskrevs av Lindholm 1905. Dipsadoboa weileri ingår i släktet Dipsadoboa och familjen snokar. Inga underarter finns listade i Catalogue of Life.
Arten förekommer i västra och centrala Afrika från Togo till Sudan, Uganda samt söderut till centrala Kongo-Kinshasa. Honor lägger ägg.